# Milena Venega
Milena Venega Cancio, född 5 mars 1997 i Jatibonico, är en kubansk roddare.
Vid Panamerikanska spelen 2019 i Lima tog Venega brons i lättvikts-singelsculler och lättvikts-dubbelsculler tillsammans med Rosana Serrano.
Vid olympiska sommarspelen 2020 i Tokyo slutade Venega på femte plats i C-finalen i singelsculler, vilket var totalt 17:e plats i tävlingen.